# Marcelino Oreja Arburúa
Marcelino Oreja Arburúa (n. 11 martie 1969, Madrid, Noua Castilie⁠(d), Spania) este un om politic spaniol, membru al Parlamentului European în perioada 1999-2004 din partea Spaniei. 